# Goeiemorgenshow
De Goeiemorgenshow was het ochtendprogramma van de Nederlandse radiozender Q-music dat van 1 november 2010 t/m 6 april 2012 op werkdagen werd uitgezonden van 6.00 tot 9.00 uur. Het programma werd in eerste instantie gepresenteerd door Kristel van Eijk, Jeroen Kijk in de Vegte en Jasper de Vries. Na de zomerstop (22 juli t/m 21 augustus 2011) vertrok De Vries uit het team en maakte hij alleen nog losse items zoals Fop You. Kristel van Eijk maakte op 7 maart 2012 haar laatste Goeiemorgenshow. Op 8 maart 2012 maakte zij nog wel een ochtendprogramma in het teken van Internationale Vrouwendag. De show werd van 9 maart tot 6 april 2012 gepresenteerd door Jeroen Kijk in de Vegte en Mattie Valk. De show had geen sidekicks. Het nieuws werd gelezen door Frans van der Beek. Op 6 april 2012 kondigde Kijk in de Vegte zijn vertrek aan bij het station, dit was tevens het einde van de Goeiemorgenshow.
De naam "De Goeiemorgenshow" werd daarna enige tijd gebruikt bij Q-music in Vlaanderen voor de weekendochtendshow van 7.00 tot 10.00 uur.

## Programmaonderdelen
- @JandeHoop: Elke morgen rond 06.15 uur belde de Goeiemorgenshow met Jan de Hoop, presentator van het ontbijtnieuws, voor een luchtig gesprek maar ook om het nieuws van die ochtend kort door te nemen.
- Heb je even om .... over zeven: Elke ochtend, rond kwart over zeven, konden luisteraars bellen naar de studio om iets te vertellen, wat alles mocht zijn.
- Fop you: Elke woensdag belde Jasper de Vries met iemand om hem of haar in de maling te nemen. (Dit onderdeel heet bij Mattie en Wietze De Reünie.)
- Albert Verlinde: Elke dinsdagochtend nam Albert Verlinde de roddels van de afgelopen dagen door.
- Stylist van de Sterren: Elke donderdagochtend kwam Monique Mathijssen in de studio langs om het laatste modenieuws te vertellen, ook nam ze meestal een cadeau mee voor de luisteraars.
- Mevrouw de Jong: Elke vrijdag belde de Goeiemorgenshow met de 77-jarige mevrouw de Jong, om met haar de afgelopen week door te nemen.
- Recensiekoning: Elke vrijdag rond 8.15 uur las 10e van Recensiekoning een recensie voor.